# Макарий Печки
Макарий Печки (на сръбски: Макарије Пећки) е сръбски православен духовник.
Роден е през първата половина на XVI век в Херцеговина и е братовчед на бъдещия османски велик везир Соколлу Мехмед паша. От ранна възраст се обучава в манастира Милешева, след което е монах в Хилендарския манастир, става негов игумен и архимандрит. През 1557 година оглавява възстановената след един век прекъсване Печка патриаршия. Оттегля се от патриаршеския пост през 1571 година и е заменен от Антоний Печки, негов племенник.
Макарий Печки умира през 1574 година.